# ヨンア
ヨンア（Youn-a、1985年10月29日 - ）は、日本を拠点に活動する大韓民国出身のファッションモデル。身長173センチメートル。血液型はO型。binari所属。
“ヨンア”は日本における活動名で、本名はキム・ヨンア（김 영아）。2004年から継続してきた女性誌『Oggi』の専属モデルとしての活動のほか、多数のテレビコマーシャル出演などから特に知られてきた。
20代から30代の働く女性層からの支持が特に厚く、“丸の内のミューズ”の呼び名を持つ。2012年まで8年間にわたって専属モデルを担った『Oggi』を去ったのちも、多数のファッション雑誌をはじめ、各種テレビコマーシャルやテレビ番組などへの露出を通しての幅広い活動を見せてきた。

## 来歴
大韓民国ソウル特別市に出生。高校時代に受けたスカウトをきっかけに芸能活動を始動。テレビコマーシャルやテレビドラマへの出演を開始した。この時期の代表的な出演作に、デビュー作となったMBCのテレビドラマ『ノンストップ3』や、SBSの『愛情万歳』、MBCの『結婚したい女』などがあった。

### 雑誌

#### 『Oggi』
韓国内で活動していた当時の2003年末頃、日本ファミリーマートのアジア地域広告モデルへの抜擢を受ける。偶然のことで、それをきっかけとして活動拠点を日本へ移すこととなった。2004年3月にファッション雑誌『Oggi』の専属モデルへ。そして同年秋―18歳で単身渡日。2006年には同誌の表紙モデルに抜擢された。以降2012年4月発売の6月号に至るまで継続的に誌面に登場し続けた。

#### 『Oggi』後
『Oggi』卒業後には『GINGER』などの雑誌に姿を見せており、7月発売の同誌9月号では表紙に初登場。さらに12月発売『BAILA』の表紙に初登場し、翌2013年からというもの、梨花、SHIHO、理衣、ならびに竹下玲奈らとともに表紙モデルの一員として同誌に登場している。2013年には米倉涼子と並んで『FRaU』の表紙にも初登場。

### テレビ
2010年にロッテの美容系飲料のテレビコマーシャルで同じく韓国出身の女優チェ・ジウと共演。これを受けて“第二のユンソナ”の評を与えたメディアもあった。ちょうどバラエティ番組『紳助社長のプロデュース大作戦!』にレギュラー出演を開始するなど活動の幅を広げ始めた時期のことであった。

### ランウェイ
ランウェイ方面でも2007年から神戸コレクションや東京ガールズコレクションなどのショーイベントに多数出場。これらや「ガールズアワード」などの日本国内のファッションイベントに“欠かせない存在”となっている。神戸コレクションの2011年度秋冬公演にあっては開幕一番乗りで登場したことが話題となっている。その神戸コレクションの東京公演が10周年を迎えるに伴い名称を改し「東京ランウェイ」として再始動すると、その第一回にあたる2012年度春夏公演にさっそく登場。蛯原友里、押切もえ、加藤夏希、きゃりーぱみゅぱみゅ、および菜々緒の5名と並んで開幕前の公式会見の場にも姿を見せた。

### 広告塔
2006年からアトレのイメージキャラクターに就任。2011年にはシャディが新たに発起したブライダルギフトブランド「Moage〔モアージュ〕」のイメージキャラクターにLIZAならびに七菜香とともに就任。さらにワールドの展開するブランド「UNTITLED〔アンタイトル〕」からのイメージキャラクター起用もあり、秋季から同ブランドのカタログや広告などに登場。翌2012年以降も継続して同ブランドのイメージキャラクターを担い、その活動の一環として自身がデザインを手掛けたコラボ商品を発売するなどした。2015年には下着ブランド「AMO'S STYLE by Triumph〔アモスタイル・バイ・トリンプ〕」の新たなイメージキャラクターに起用されている。

### 大韓民国
大韓民国関連では、2008年に同国の名誉広報大使の役に就任したほか、2009年の4月からNHK教育の『テレビでハングル講座』に出演。さらに2010年に自著『ヨンアの行きつけソウルガイド』を発売するなどしている。同年には韓国の伝統酒「マッコリ」の広報大使を担うなどの活動もあった。

## 人物
来日したばかりの時期は日本で活動する韓国人のモデルがほかに存在せず、言葉もわからなかったことなどから、いわゆるホームシックに陥り一人で泣いていた日もあったという。日本に早く慣れるためにと一人で街を歩いたり、常に辞書を携帯するなどして日本語の早期習得に努めたと語る。来日直後の10代の頃から米倉涼子とは親友の関係にあるという。

### 結婚歴
2009年4月25日に韓国人の実業家と結婚し、同日に韓国で結婚式を挙げたが、2013年6月5日に離婚した。
2014年9月に再婚し、同年10月4日に結婚式を挙げた。報道の伝えるところによれば、夫はアイドルグループAKB48のプロデュースなどから知られる実業家の芝幸太郎。共通の友人を介しての出会いから約1年間の交際を経て結婚に至ったという。
2016年12月13日に第1子男児を出産した。2023年秋に離婚。

## 主な出演
雑誌
- 『Oggi』（専属：2004年3月 - 2012年4月）
- 『BAILA』（2012年12月 - ）
- 『GINGER』
- 『MISS / MISS plus+』（2012年 - ）
- 『美的』
- 『25ans』

テレビCM
- ファミリーマート
  - 『A-sian!ファミマ』（2003年12月23日）[43]
  - 『A-sian!韓国』（2004年1月13日）[43]
- 『ドラマティック・ディズニーシー2005』（東京ディズニーシー、2005年8月31日） 共/徳澤直子[43]
- 『バイシン』（ファイザー、2005年9月24日）[44]
- 花王
  - 『パーフェクトUV』（ソフィーナ、2006年4月1日）[44]
  - 『メイクとろけるリキッド』（ビオレ、2009年3月）[44]
  - 『リセッシュ 携帯用』（2009年8月）[45]
  - 『アジエンス』（2011年2月19日）[46]
- 『Jagabee』（カルビー、2006年10月3日）[44]
- 『ゲロルシュタイナー』（サッポロ飲料、2007年）[47]
- 『劇団四季ウィキッド』（CXインフォマーシャル、2008年1月）[48]
- 『パパウォッシュ』（CXインフォマーシャル、2008年1月）[48]
- 『Google』（2010年5月）[46]
- 『コラーゲン10000+ビタミンC』（ロッテ、「2人のおいしいコラーゲン」篇：2010年6月14日） 共/チェ・ジウ[49]
- 『野菜ビビンバ』（ほっともっと、2011年3月1日発売）[50]
- 『CJおいしいマッコリ＜ピンクグレープフルーツ＞』（サッポロビール、2012年1月18日）[51]

広告
- 求人情報ウェブサイト『@ばる』（交通広告、2005年1月）[48]
- 首都圏『atre』（イメージキャラクター：2006年4月 - 2008年3月）[48]
- 『日経WOMAN』（交通広告、2007年5月）[48]
- 『W61CA』（スチール/ウェブ/交通、カシオ計算機、2008年2月 - 3月）[48]
- 『LALAN』（スチール/ウェブ、ワコール、2008年2月）[48]
- 『Moage〔モアージュ〕』（シャディ、イメージキャラクター：2011年5月） 共/LIZA、七菜香[29]

テレビ番組
- 旅美人（2005年 - 2007年、フジテレビ） - 不定期出演
- テレビでハングル講座（2009年4月 - 2011年3月、NHK教育）
- easy sports（2009年8月3日 - 8月7日、テレビ朝日）
- 紳助社長のプロデュース大作戦!（2010年4月13日 - 2011年8月16日、TBS）
- DON!（2010年10月8日 - 2011年3月25日、日本テレビ） - 金曜日隔週レギュラー
- しあわせメソッド（2011年4月14日 - 2012年3月22日、フジテレビ） - ナビゲーター
- 美女美学〜ヨンアのきれいのつくり方〜（2012年4月12日 - 12月27日、フジテレビ） - ナビゲーター

テレビドラマ
- 連続テレビ小説『どんど晴れ』（2007年9月、NHK）
- スワンの馬鹿（2007年12月、関西テレビ）

ウェブテレビ
- lab（2006年5月、GyaO）
- 安室奈美恵ファッション総選挙 FASHION MOVIE BEST 50（2018年9月9日、AbemaTV）[52]

その他
- リクルート情報誌『Lu*jo』表紙（2007年12月）[48]
- ミュージック・ビデオ：「ガールフレンド」（クレイジーケンバンド、2009年7月）[10]

## 書籍
- ヨンアのしあわせ時間（2009年、産業編集センター）[53]
- ヨンアの行きつけソウルガイド（2010年、小学館）[54]
- ゴー！ゴー！ヨンア（2011年、角川書店）[55]
- YOUN-A（2013年、ワニブックス）[56]

## 受賞
- ラコステ「LACOSTE BEAUTIFUL AWARDS featuring LESLIE KEE」MODEL AWARD（2014年）[57]
- ネイルクイーン モデル部門（2014年）[58]
- ベストビューティストアワード モデル部門（2014年）[59]
- 第15回ベストマザー賞2023 文化部門（2023年）[60]